# オーストラリア陸軍戦車博物館
オーストラリア陸軍戦車博物館 (英語: Australian Army Tank Museum) は、オーストラリアのビクトリア州セイモアの西約10km（メルボルンからは北に約100km）に位置するオーストラリア陸軍の訓練施設パッカパニャルにある軍事博物館である。
Royal Australian Armoured Corps Memorial and Army Tank Museum (RAAC陸軍戦車博物館、王立オーストラリア機甲軍団陸軍戦車博物館) などの名称も知られている。

## 概要
オーストラリア陸軍戦車博物館には第一次世界大戦時代のオーストラリア軍騎兵部隊時代から第二次世界大戦、ベトナム戦争、そして現代のイラク、アフガニスタンでの作戦に至るオーストラリア陸軍の関わった様々な軍事作戦に関する展示、および武器や銃火器類の展示、そして約80両の戦車や装甲戦闘車両の屋外展示がある。
展示されている車両にはオーストラリア軍や英連邦軍で使用されていた物が多く、センチネル巡航戦車、イェランバ自走砲、ディンゴ偵察車、ローバー軽装甲車など国産の車両も展示されている。また、ベトナム戦争で鹵獲した59式戦車や、湾岸戦争で鹵獲した69式戦車など鹵獲兵器も所蔵されている。

## 展示品の例

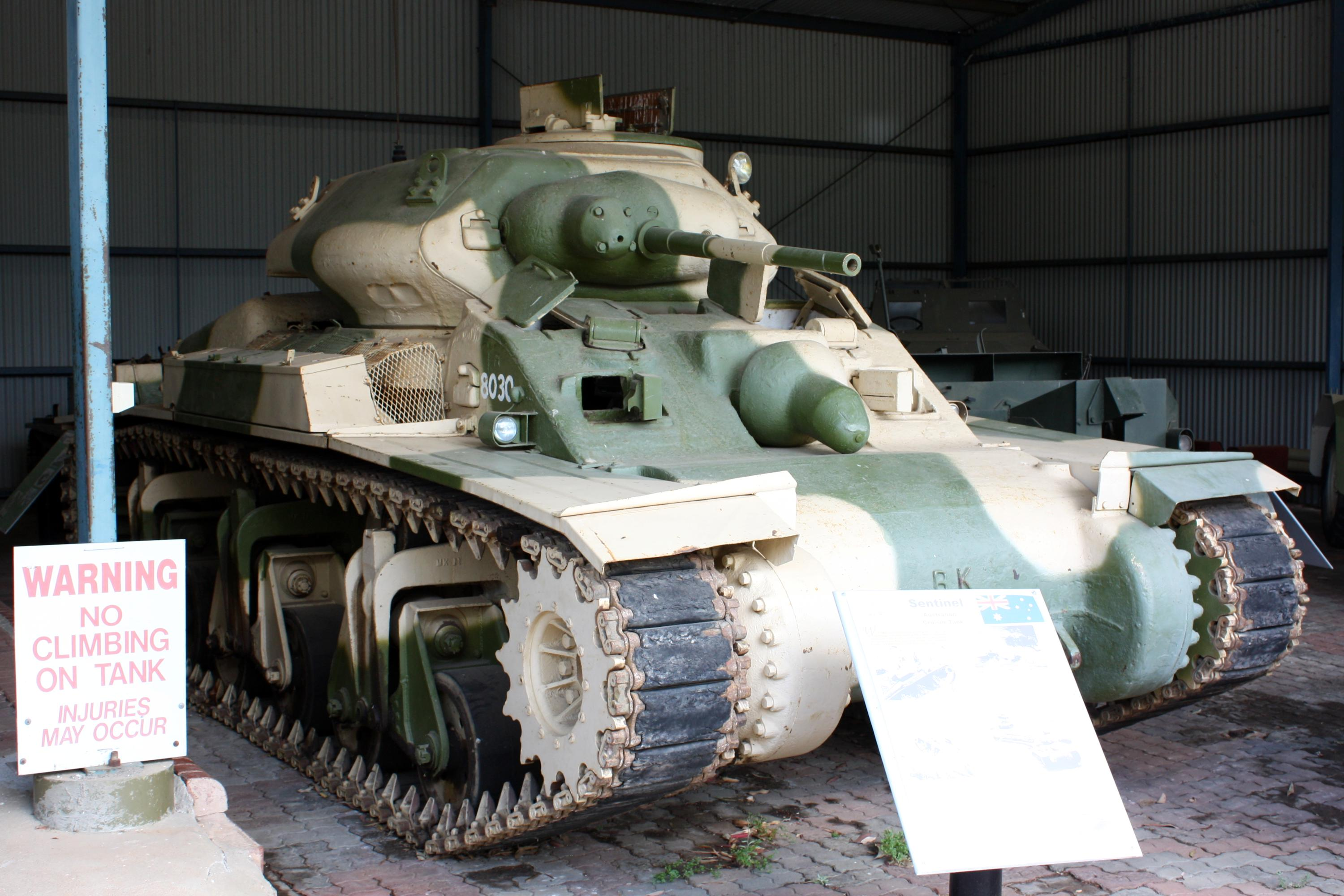
センチネル巡航戦車
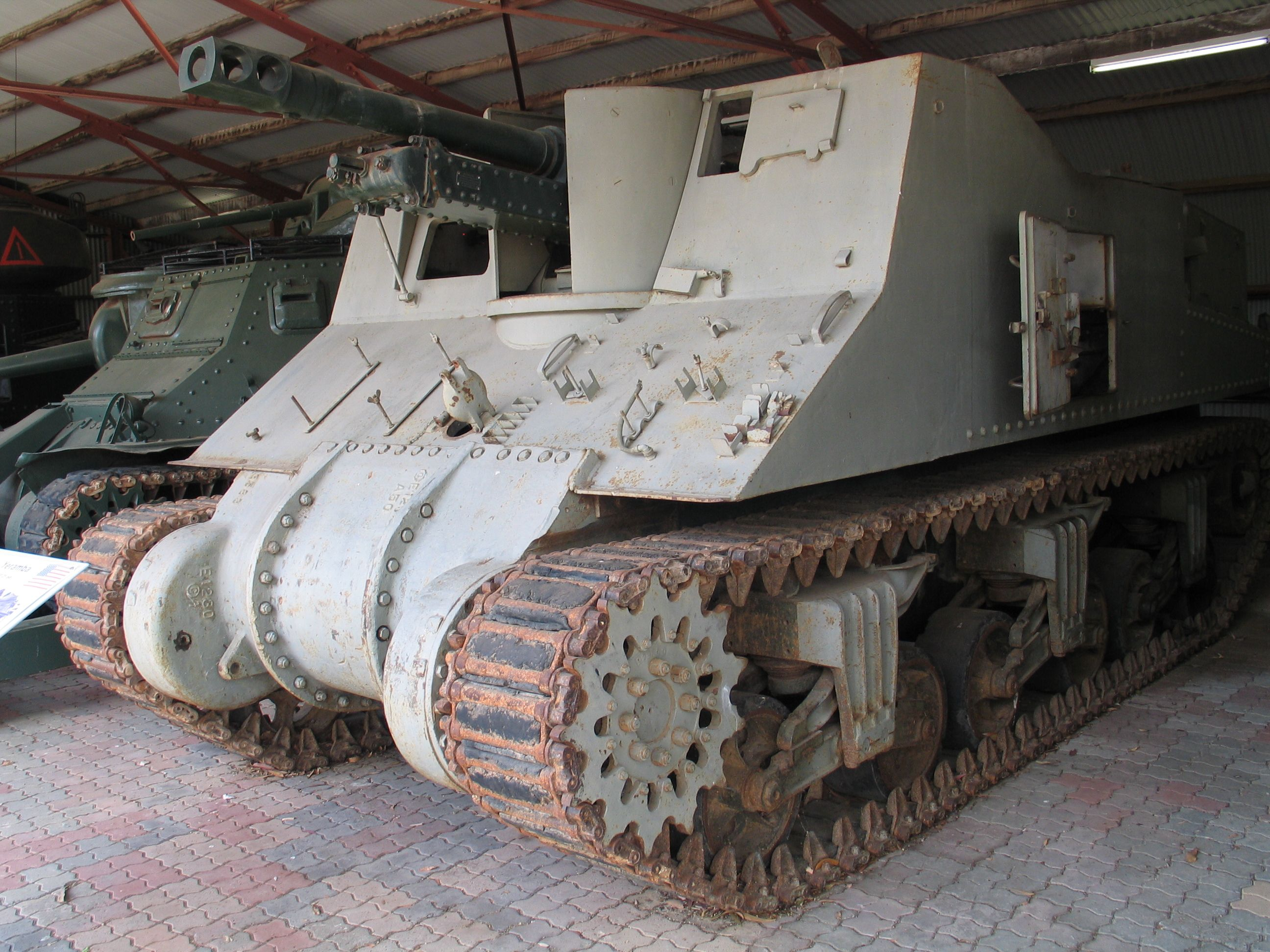
イェランバ自走砲
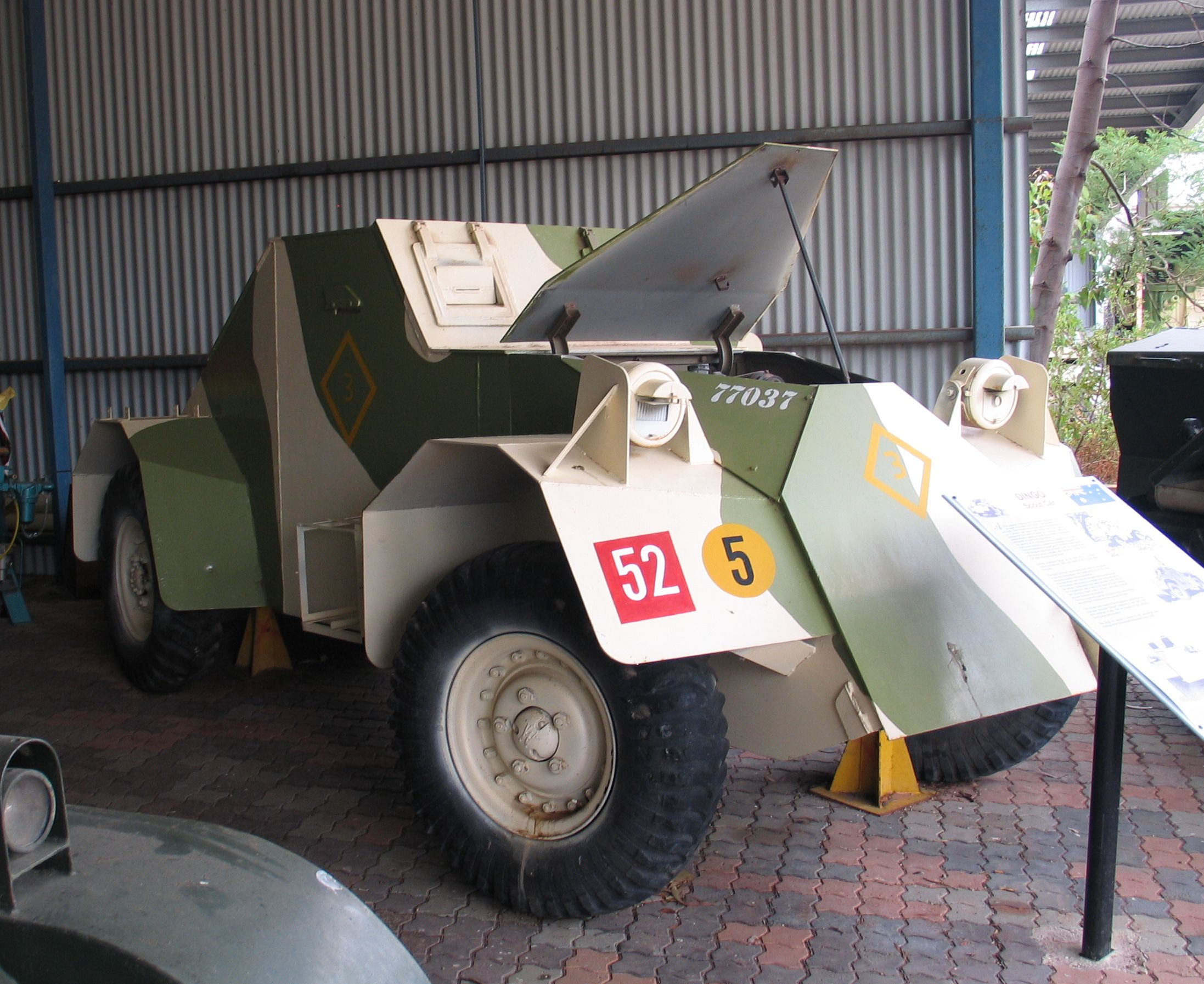
ディンゴ偵察車
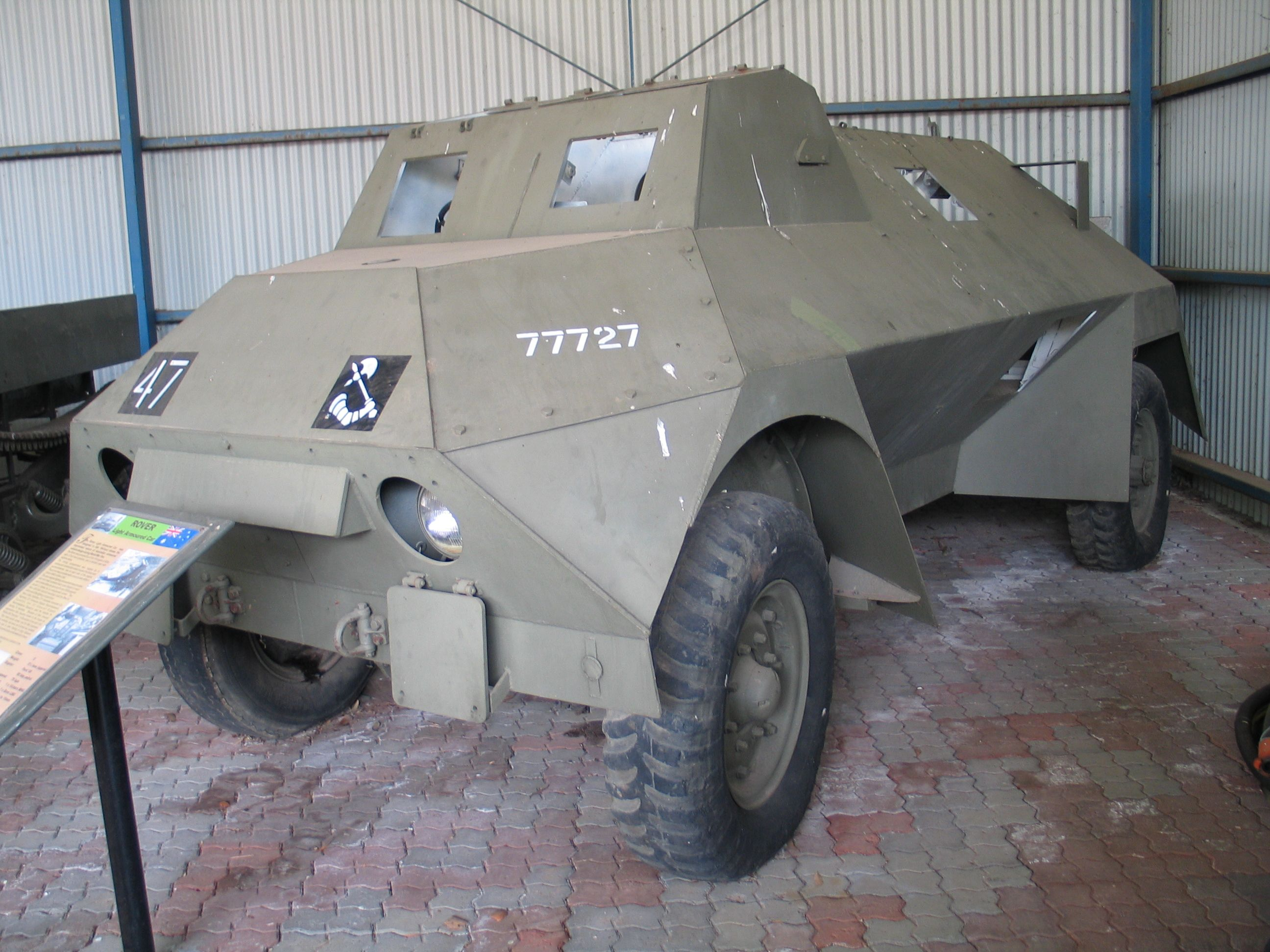
ローバー軽装甲車
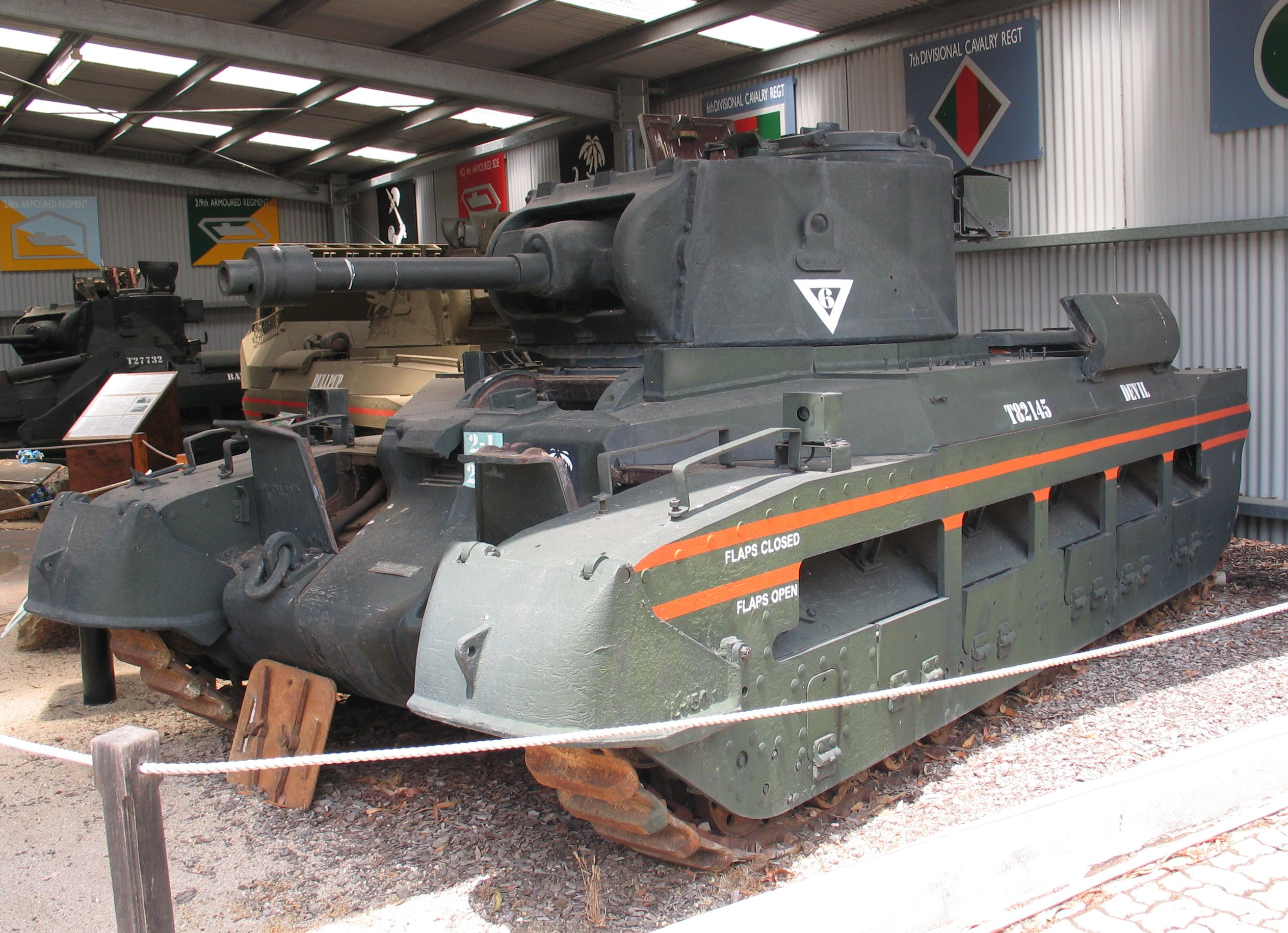
マチルダII・フロッグ
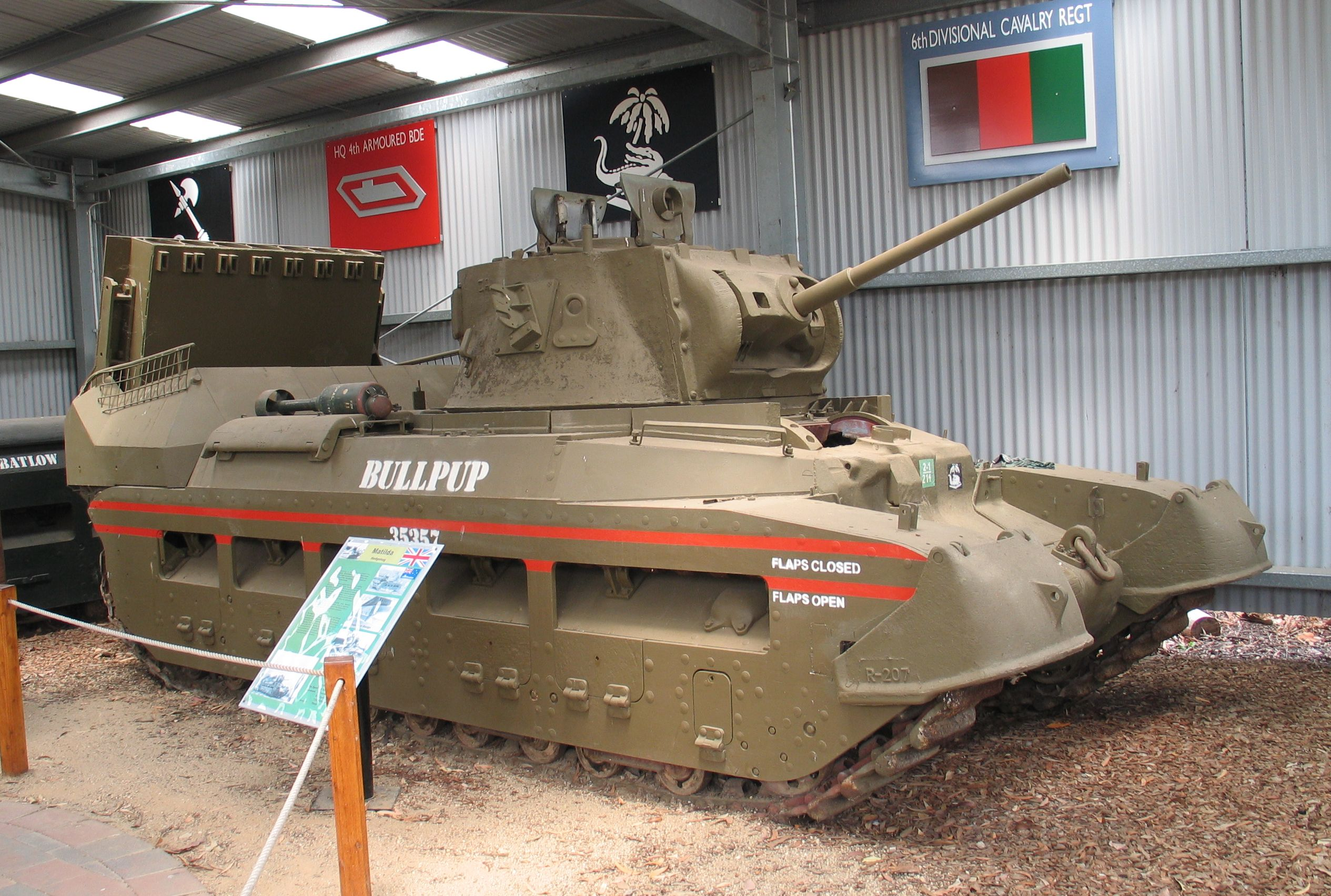
マチルダII・ヘッジホッグ
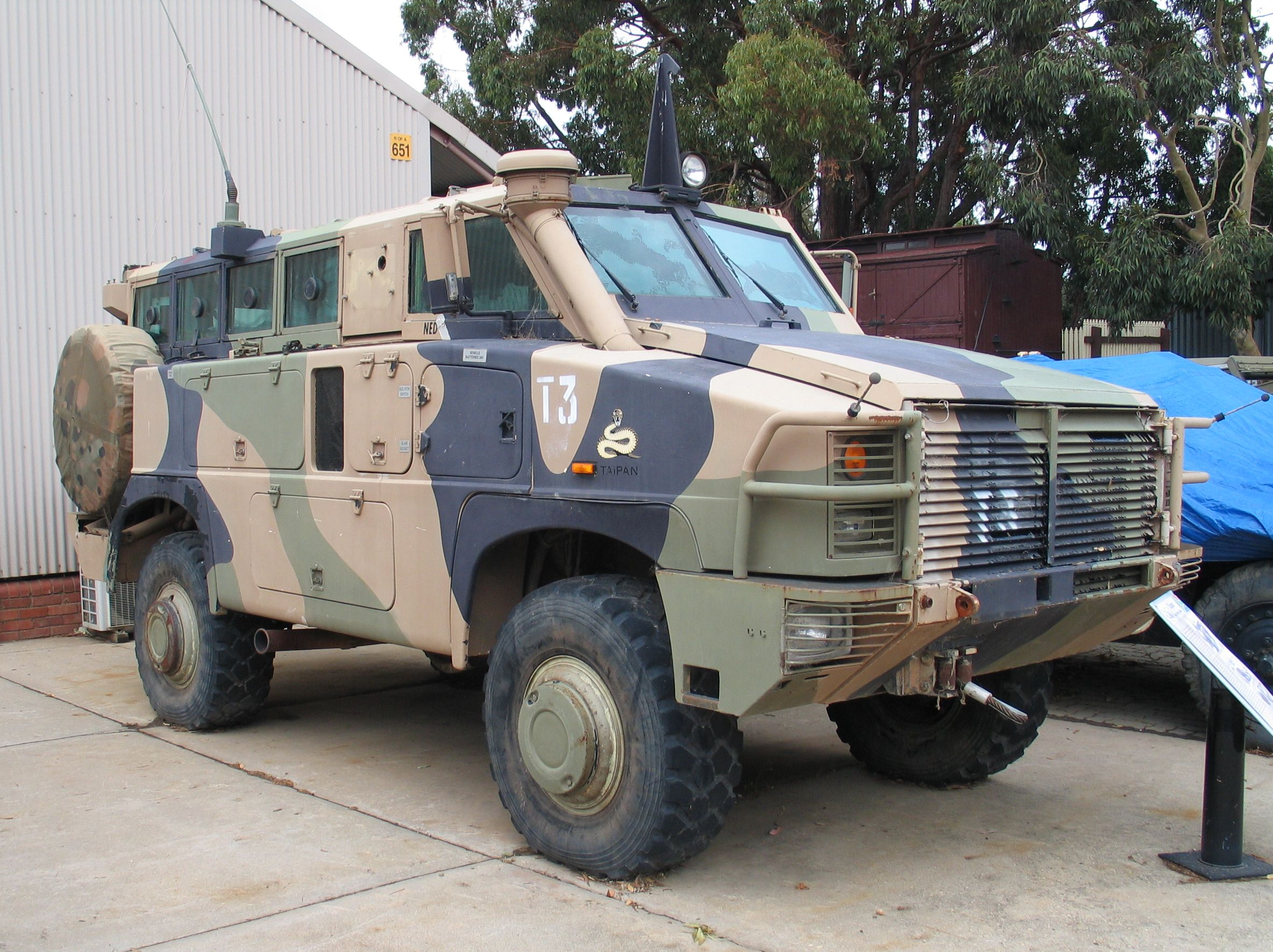
タイパン歩兵機動車
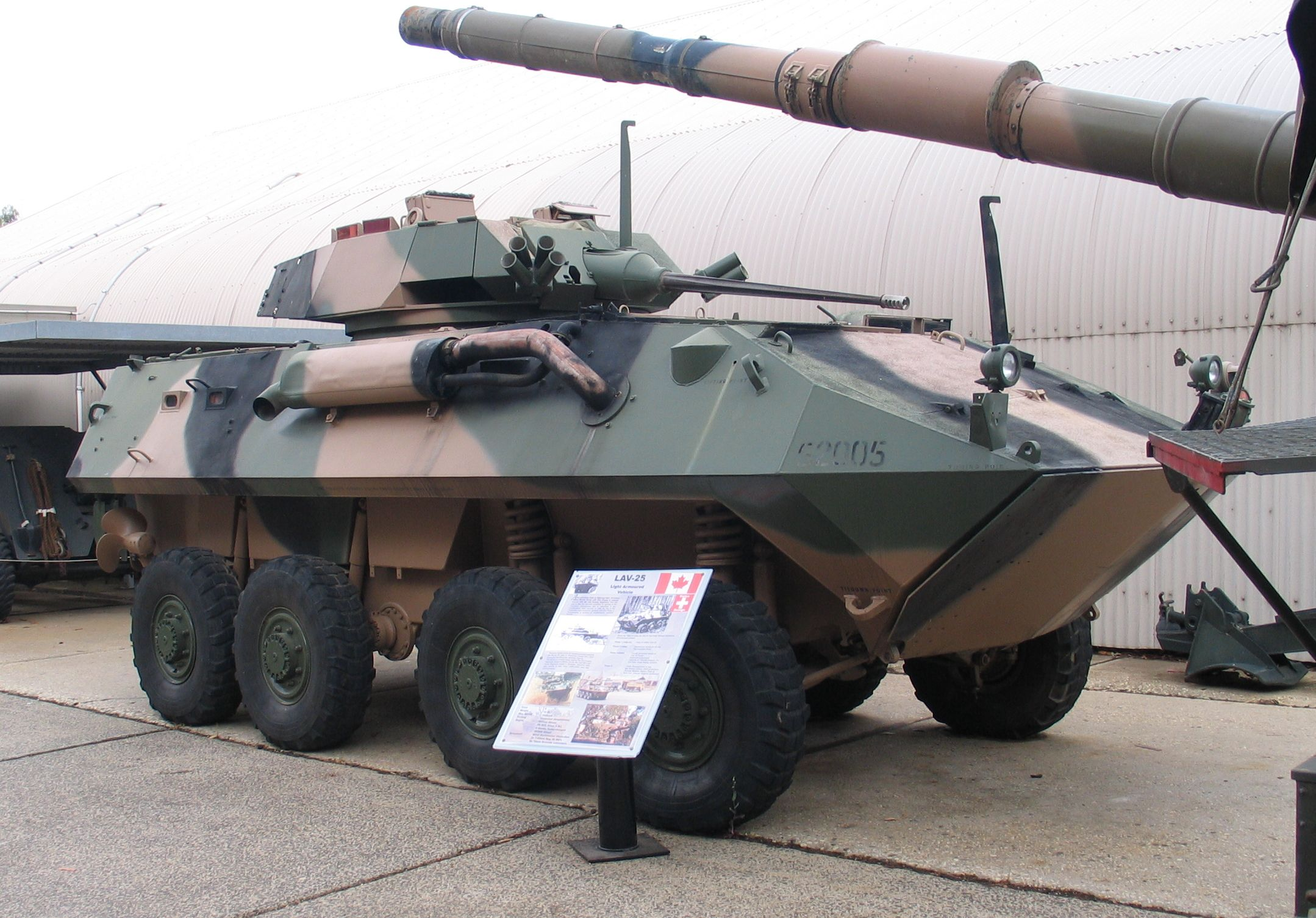
ASLAV
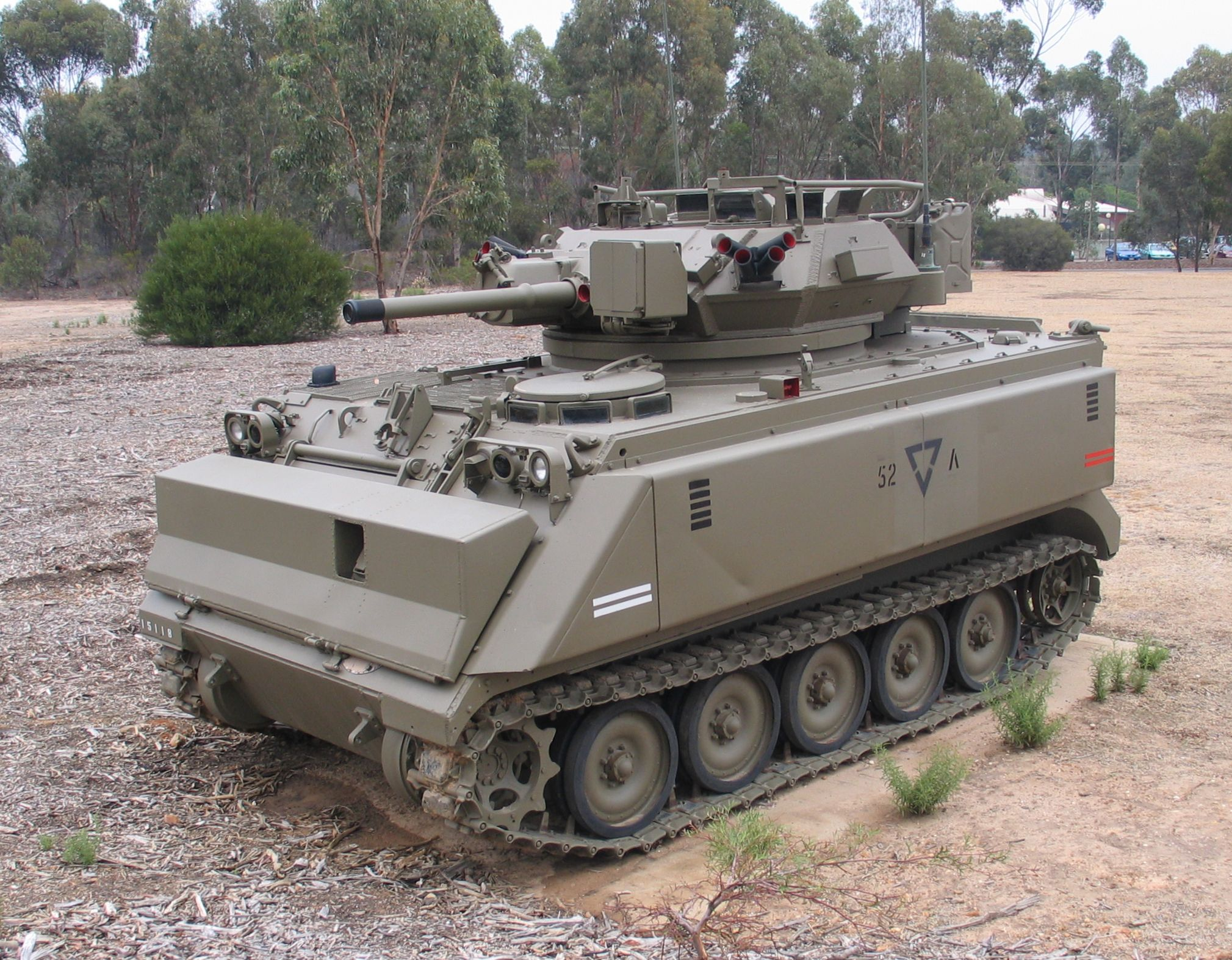
M113 MRV
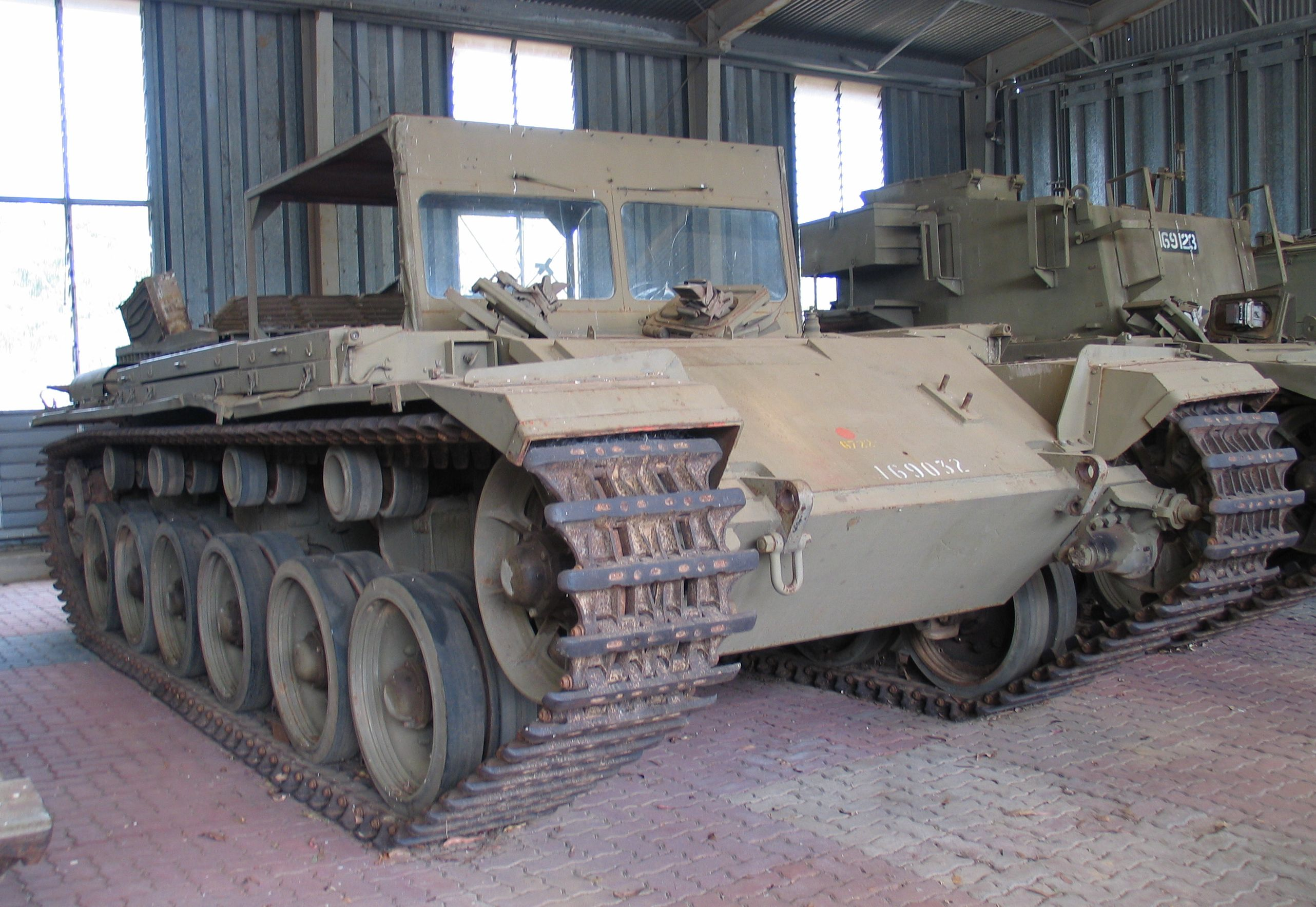
センチュリオン操縦訓練車